# Kroksjöarna, Västergötland
Kroksjöarna är en sjö i Laxå kommun i Västergötland och ingår i Motala ströms huvudavrinningsområde. Kroksjöarna ligger i naturreservatet Kroktärnarna och Västra och Stora Kroktärn Natura 2000-område.